# Mas Gorgoll
El Mas Gorgoll és una masia de Palamós (Baix Empordà) inclosa a l'Inventari del Patrimoni Arquitectònic de Catalunya.

## Descripció
La masia ocupa 35x40 metres, entre edificació i jardí. A l'esquerra es troben les antigues quadres i a la dreta l'edificació noble precedia d'un pati tancat. L'edifici té forma d'«L» i a la planta baixa hi ha una porxada sobre la qual s'aixeca una terrassa amb balustrada de terracota. El mur de la dreta es recolza amb uns contraforts que donen l'aspecte de fortalesa. Les quadres han estat reformades i convertides en habitatge. Té cobertes de teula a dues vessants.

## Història
El mas data del segle xviii. L'any 1943, en morir el propietari Dalmau de Ciurana, divideix la finca i la casa entre els dos fills, Mariana, que hereta les quadres, i Francesc, que es queda amb la casa pròpiament dita. L'any 1964 s'aprovà un pla parcial, encara avui vigent amb algunes modificacions, que permet edificar una urbanització als terrenys propers.
Des de l'any 1992 és una casa de colònies.«Mas Gorgoll».   Associació de Cases de Colònies i Albergs de Catalunya. [Consulta: 19 juny 2018].